# Ronde van Drenthe (kobiecy) 2018
12. edycja kobiecego wyścigu kolarskiego Ronde van Drenthe, która odbyła się 11 marca 2018 roku w prowincji Drenthe w Holandii. Trasa wyścigu liczyła 157,2 kilometrów, zaczynając się w mieście Emmen, zaś kończąc w Hoogeveen. Zwyciężczynią została Holenderka Amy Pieters, wyprzedzając Amerykankę Alexis Ryan oraz Australijkę Chloe Hosking.
Ronde Van Drenthe był drugim w sezonie wyścigiem cyklu UCI Women’s World Tour, będącym serią najbardziej prestiżowych zawodów kobiecego kolarstwa. Poza wyścigiem kobiecym tego samego dnia zorganizowano również wyścig mężczyzn.

## Wyniki
| M-ce | Imię i nazwisko     | Kraj              | Drużyna                            | Czas       |
| ---- | ------------------- | ----------------- | ---------------------------------- | ---------- |
| 1.   | Amy Pieters         | Holandia          | Boels Dolmans                      | 4h 06' 44" |
| 2.   | Alexis Ryan         | Stany Zjednoczone | Canyon-SRAM                        | + 0"       |
| 3.   | Chloe Hosking       | Australia         | Alé–Cipollini                      | + 1"       |
| 4.   | Marta Bastianelli   | Stany Zjednoczone | Alé–Cipollini                      | + 1"       |
| 5.   | Marianne Vos        | Holandia          | WaowDeals                          | + 1"       |
| 6.   | Coryn Rivera        | Stany Zjednoczone | Team Sunweb                        | + 1"       |
| 7.   | Arlenis Sierra      | Kuba              | Astana Women’s Team                | + 1"       |
| 8.   | Roxane Fournier     | Francja           | FDJ Nouvelle-Aquitaine Futuroscope | + 1"       |
| 9.   | Floortje Mackaij    | Holandia          | Team Sunweb                        | + 1"       |
| 10.  | Eleonora van Dijk   | Holandia          | Team Sunweb                        | + 1"       |
|      |                     |                   |                                    |            |
| 18.  | Małgorzata Jasińska | Polska            | Movistar Team                      | + 1"       |
| 53.  | Katarzyna Pawłowska | Polska            | Team Virtu                         | + 3' 18"   |